# Лісопіль
Лісо́піль — село в Україні, у Рівненському районі Рівненської області. Населення становить понад тисяча осіб.
Площа села Лісопіль становила 144,1 га, тепер — 365 га.

## Географія
Село розташоване на лівому березі річки Замчисько.

## Історія
У 1906 році колонія Підлужанської волості Рівненського повіту Волинської губернії. Відстань від повітового міста 35 верст, від волості 5. Дворів 35, мешканців 203.

## Населення

### Мова
Розподіл населення за рідною мовою за даними перепису 2001 року:
| Мова       | Кількість | Відсоток |
| ---------- | --------- | -------- |
| українська | 674       | 98.54%   |
| російська  | 10        | 1.46%    |
| Усього     | 1135      | 100%     |